# Margiris

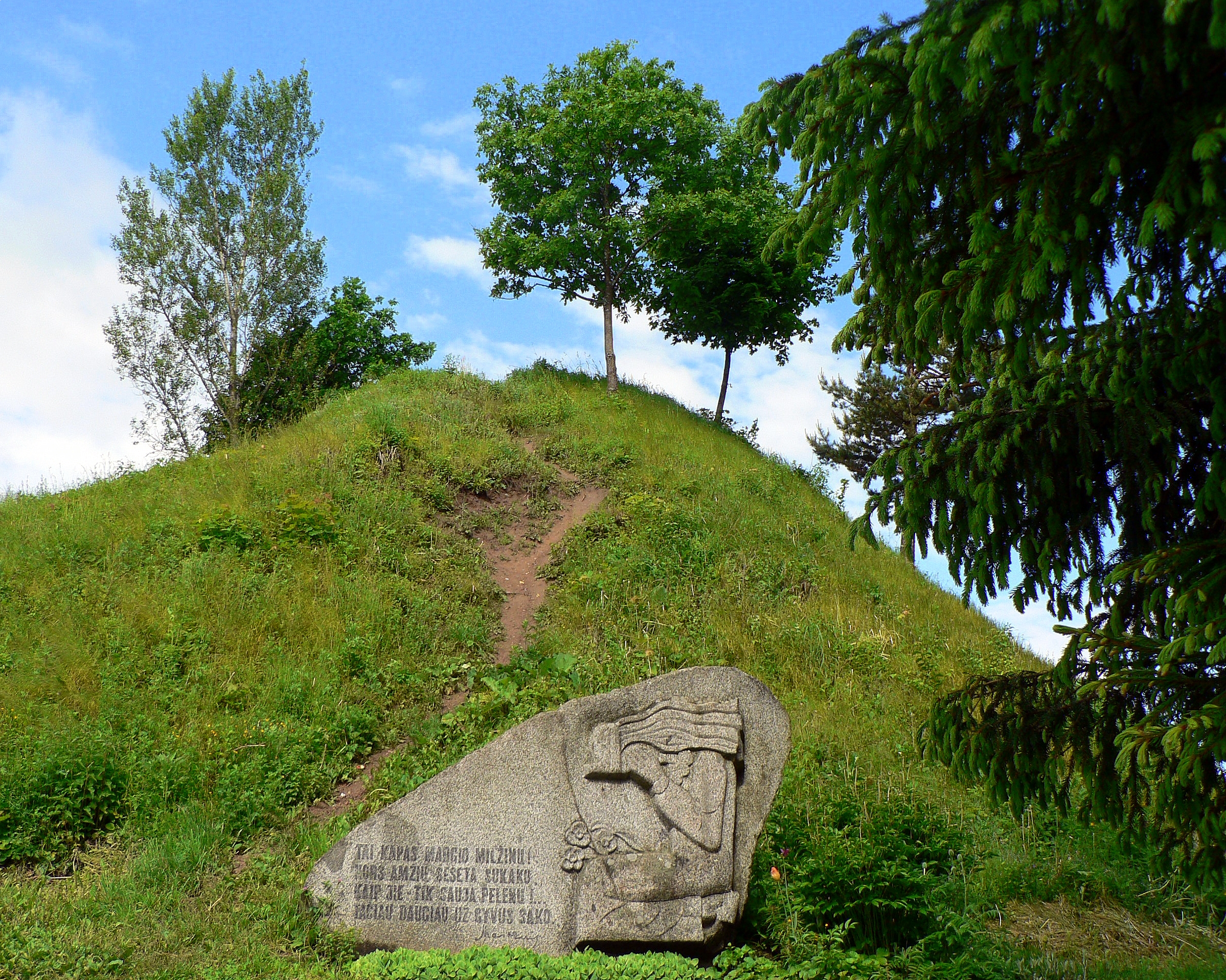
Denkmal an die Verteidiger der Burg Pilėnai in Punia, Rajongemeinde Alytus

Margiris († 1336) war der legendäre Fürst von Niederlitauen, Verteidiger der Burg Pilėnai. Die Kampfhandlung schildert Wigand von Marburg in seiner Reimchronik.
Man vermutet, dass Margiris aus der Familie des litauischen Großfürsten Butvydas (andere Namen: Butivydas/Putavyras/Pukaveras, † 1291 oder 1295) stammen konnte. Seine Brüder konnten die  Großfürsten Vytenis, Gediminas,  Teodoras (Fürst von Kijew) und  Vainius (Fürst von Polozk) sein.

## Margiris in der Kultur
- Vladislovas Sirokomlė. Poema „Margiris“
- Vytautas Klova. Oper „Pilėnai“